# 피터 윌슨 (1947년생 축구인)
피터 프레데릭 윌슨(영어: Peter Frederick Wilson, 1947년 9월 15일 ~ )은 잉글랜드 펠링 출신의 오스트레일리아의 전 축구 선수이다. 그는 오스트레일리아 축구 국가대표팀으로 출전하여 65경기 3골을 기록했으며, 오스트레일리아가 처음으로 월드컵에 출전한 1974년 FIFA 월드컵에는 주장으로 참가했다.